# خالد الجار الله
خالد سليمان الجار الله (1947- 23 مارس 2025)، دبلوماسي وسياسي ووكيل وزارة الخارجية الكويتية مُنذ 1999 حتى 2021.

## السيرة الشخصية والمهنية
ولد خالد الجار الله في الكويت وتحديدًا في مدينة الكويت، بدأ مسيرته العملية بعد تخرج في قسم العلوم السياسية من جامعة الكويت عام 1971، وانخرط في العمل بوزارة الخارجية في العام ذاته، وتدرج في المناصب الدبلوماسية حتى عين وكيلا لوزارة الخارجية عام 1999.

## تدرجه الوظيفي في مجلس الامة الكويتي
شغل عدة وظائف في الكويت، من بينها منصب السفير الكويتي في لبنان بين 1972 و1974 ليعود بعدها إلى الكويت للعمل في الديوان العام بمكتب وكيل وزارة الخارجية قبل انتقاله إلى الإدارة السياسية كرئيس لقسم الشؤون العربية بين 1974 و1987، كما تولى في عام 1987 إدارة شؤون مجلس التعاون قبل تعيينه في 1999 وكيلا لوزارة الخارجية.

## استقالته
في نهاية يناير 2021، تقدم باستقالته من منصبه التزامًا بتنفيذ المرسوم الأميري الكويتي رقم 3 لسنة 2021 بشأن إنهاء العمل بالمراسيم الصادرة بالتعيين بدرجة وزير، وبذلك قد أتم في منصبه 22 عامًا.